# Корж, Татьяна Александровна
Татьяна Александровна Корж (бел. Таццяна Аляксандраўна Корж; род. 17 марта 1993, Старобин, Минская область), в замужестве Борейша (бел. Бореыша) — белорусская легкоатлетка, специалистка по метанию копья. Выступала за сборную Белоруссии по лёгкой атлетике в середине 2010-х годов, призёрка первенств национального значения, участница летних Олимпийских игр в Рио-де-Жанейро.

## Биография
Татьяна Корж родилась 17 марта 1993 года в городском посёлке Старобин Солигорского района Минской области.
В 2014 году с результатом 46,02 метра выиграла серебряную медаль на чемпионате Белоруссии в Гродно.
Впервые завила о себе на международном уровне в сезоне 2015 года, когда вошла в состав белорусской национальной сборной и выступила на молодёжном европейском первенстве в Таллине, где в зачёте метания копья показала результат 52,54 метра и заняла итоговое восьмое место.
В 2016 году стала серебряной призёркой чемпионата Белоруссии в метании копья, на соревнованиях в Минске установила свой личный рекорд в данной дисциплине — 62,10 метра. Была заявлена на чемпионат Европы в Амстердаме, но в конечном счёте на старт здесь не вышла. Выполнив олимпийский квалификационный норматив, удостоилась права защищать честь страны на летних Олимпийских играх в Рио-де-Жанейро — на предварительном квалификационном этапе метнула копьё на 56,16 метра и в финал не вышла.
После Олимпиады в Рио Корж осталась действующей спортсменкой на ещё один олимпийский цикл, хотя на международной арене больше не показывала сколько-нибудь значимых результатов.